# Stadtbücherei Düren
Die Stadtbücherei Düren befindet sich im Haus der Stadt in Düren, Nordrhein-Westfalen. Die Dürener Stadtbücherei ist die älteste im Rheinland.

## Geschichte
Die Stadtbücherei Düren wurde im Februar 1870 als Bibliothek für Elementarschullehrer gegründet. Der Dürener Industrielle Wilhelm Edmund Hoesch (1820–1891) stiftete die damals sehr hohe Summe von 3.000 Talern für den Ankauf weiterer Bücher, so dass am 4. November 1871 die erste Stadtbücherei im Rheinland „zur freien Benutzung des Publikums“ eröffnet werden konnte. Sie war damals im Rathaus mit untergebracht. 1891 zog die Bücherei in einen Seitenflügel des Rathauses um. Im Herbst 1905 zog sie dann in einen Seitenflügel des gerade neuerrichteten Leopold-Hoesch-Museums. Beim Luftangriff auf Düren am 16. November 1944 verbrannte der gesamte Bestand.
Bei der Wiedereröffnung im Jahre 1951 standen 2.000 Bücher zur Verfügung. Am 16. März 1971 zog die Bücherei vom Museum in angemietete Räume in Arnoldsweilerstraße. Platzmangel machte diesen Umzug nötig. Der letzte Umzug war am 28. September 1991 in die jetzigen Räume im Haus der Stadt mit 3.000 m² Grundfläche.
Im Jahr 2010 wurde der Kulturbetrieb der Stadt Düren gegründet, der die Kultureinrichtungen der Stadt unter eine Verwaltung stellt. Dazu gehören die Abteilungen Archiv, Musikschule, Volkshochschule, Stadtbücherei und Verwaltung. 2016 erfolgte die Umbenennung in Düren Kultur.
Ebenfalls im Jahre 2010 bezog das Stadt- und Kreisarchiv Düren einen Teil der Räumlichkeiten im Haus der Stadt.

## Förderverein
Seit 1995 gibt es einen Förderverein für die Stadtbücherei Düren. Der Förderverein setzt sich für die Belange der Bücherei ein und unterstützt diese mit Fördermitteln. Seit seiner Gründung hat er bereits einen fünfstelligen Betrag gestiftet. Die Gelder stammen unter anderem aus dem vom Förderverein zweimal monatlich veranstalteten Bücherflohmarkt. Die Spenden kommen der Leseförderung und Bestandspflege zugute. So wurden bereits einige Sonderbestände finanziert. Ein Beispiel sind Bücher für Demenzkranke. Der Förderverein richtet auch eigene Veranstaltungen, beispielsweise Autorenlesungen, aus. Darüber hinaus wirken die Mitglieder bei Veranstaltungen der Stadtbücherei mit.

## Bestand
- > 62.000 Bücher aller Art
- 6 Tages- und Wochenzeitungen
- > 50 Zeitschriften im Abo
- > 5.000 CDs
- > 2.500 DVDs
- > 400 Spiele

Stand 2019

## Angebot

### Leseförderung (Auswahl)
- Beteiligung am Projekt „Lesestart – Drei Meilensteine für das Lesen“
- Klassenführungen mit der App BIPARCOURS
- seit 2014 jährliche Durchführung des Sommerleseclubs
- Führungen für Kindergartengruppen
- Bilderbuchbetrachtungen, teilweise zweisprachig (deutsch/türkisch bzw. deutsch/russisch)

### Onleihe
Die Stadtbücherei Düren ist eine von 14 Stadt- und Gemeindebüchereien, die sich an der Onleihe Region Aachen beteiligen. Über die Onleihe erhalten die Nutzer der Stadtbücherei die Möglichkeit, digitale Medien wie E-Books, E-Audios und E-Paper auszuleihen.

### Veranstaltungen
In der Stadtbücherei finden regelmäßig Autorenlesungen und Kunstausstellungen statt. Außerdem gibt es Veranstaltungen in Kooperation mit den anderen Betrieben von Düren Kultur.

### Q-Thek
Die Q-Thek im 2. Stock ist ein Ort der Begegnung. Neben Platz zum gemeinsamen Lernen bietet sie Raum, sich zu treffen und zu entspannen. Mit ihren gemütlichen Sitzmöglichkeiten und der Leuchtsäule, die in farblich wechselndem Licht erstrahlt, schafft die Q-Thek eine Atmosphäre, die zum Verweilen und Schmökern einlädt. In der Soundbox kann man sich gemütlich ein Hörbuch oder Musik anhören.